# باول فوستر (مغني)
باول فوستر (بالإنجليزية: Paul Foster)‏ هو مغني أمريكي، ولد في 12 يوليو 1920، وتوفي في 20 أغسطس 1995.